# Giancarlo Antognoni
Giancarlo Antognoni (ur. 1 kwietnia 1954 w Marsciano), włoski piłkarz, ofensywny pomocnik. Mistrz świata z roku 1982.

## Kariera sportowa
Karierę zaczynał w małym klubie Astimacobi. W 1972 został ściągnięty do Fiorentiny przez Szweda Nilsa Liedholma. Zawodnikiem klubu z Florencji był przez 15 lat i w tym czasie rozegrał w Serie A 341 spotkań (61 goli). W 1975 zdobył Puchar Włoch. Karierę kończył w szwajcarskim Lausanne Sports (1987–1989)
W reprezentacji Italii zagrał 73 razy i strzelił 7 bramek. Debiutował w 1974, ostatni mecz rozegrał jesienią 1983. Brał udział w MŚ 1978, a cztery lata później był ważną częścią zespołu mistrzów świata, choć - wskutek kontuzji - nie zagrał w finale z RFN.